# جيمي كولينز
جيمي كولينز (بالإنجليزية: Jimmy Collins) (و. 1870 – 1943 م) هو لاعب كرة قاعدة، من الولايات المتحدة، ولد في بوفالو، نيويورك، يلعب كقاعدي ثالث ‏، توفي في بوفالو، نيويورك، عن عمر يناهز 73 عاماً.

## روابط خارجية
- جيمي كولينز على موقعبيزبول رفرنس.كوم (الدوري الرئيسي) (الإنجليزية)
- جيمي كولينز على موقعبيزبول رفرنس.كوم (الدوري الثانوي) (الإنجليزية)
- جيمي كولينز على موقع جمعية أبحاث البيسبول الأمريكية (الإنجليزية)
- جيمي كولينز على موقع مشجعي الرسوم البيانية (الإنجليزية)
- جيمي كولينز على موقع قاعة مشاهير كرة القاعدة (الإنجليزية)